# ملكة جمال الأرض 2012
ملكة جمال الأرض 2012 (بالإنجليزية: Miss Earth 2012)‏ هي النسخة الثانية عشرة في تاريخ مسابقة ملكة جمال الأرض منذ انطلاقتها عام 2001. نظمت المسابقة في 24 نوفمبر 2012 في قصر فرسايليس في ألابانغ، مونتنلوبا، بالفلبين. تم بث المسابقة على الهواء مباشرة على الصعيد الدولي على ستار ورلد وعرضت في 25 نوفمبر 2012 في تمام الساعة 10:00 صباحًا على ABS-CBN، مع تغطية على إستديو 23 والقناة الفلبينية وكذلك على قنوات المقاطعات المشاركة في جميع أنحاء العالم. شهد المسابقة مشاركة 80 متسابقة في مسابقة هذا العام، في نهاية الحدث توجت تيريزا فاجكسوفا، وهي طالبة جامعية تبلغ من العمر 23 عامًا وعارضة الأزياء من برنو، جمهورية التشيك. من قبل ملكة جمال الأرض السابقة أولغا ألافا من غواياكيل الإكوادور.
ذهب مركز ملكة جمال الهواء (الوصيفة الأولى) إلى ستيفاني ستيفانوفيتش، وهي مصممة أزياء ألمانية فلبينية تبلغ من العمر 23 عامًا من مدينة كويزون سيتي، الفلبين. ذهبت ملكة جمال الماء (الوصيفة الثانية) إلى أوسماريل فيلالوبوس، المذيع البالغ من العمر 24 عامًا من ماراكايبو، فنزويلا. ذهبت ملكة جمال النار (الوصيفة الثالثة) إلى كاميلا برانت، وهي طالبة تبلغ من العمر 22 عامًا وطالبة من ميناس جيرايس بالبرازيل.
كان موضوع طبعة ملكة جمال الأرض لهذا العام هو «السنة الدولية للطاقة المستدامة للجميع».

## النتائج

### المراكز النهائية
| النتائج النهائية                  | المتنافسة |
| --------------------------------- | --- |
| ملكة جمال الأرض 2012              | - جمهورية التشيك - تيريزا فاجكسوفا |
| ملكة جمال الهواء (الوصيفة الأولى) | - الفلبين - ستيفاني شتيفانوفيتس |
| ملكة جمال الماء (الوصيفة الثانية) | - فنزويلا - أسمريل فيلالوبوس |
| ملكة جمال النار (الوصيفة الثالثة) | - البرازيل - كاميلا برانت |
| أفضل 8                            | - نيبال - نجما شريستا - روسيا - ناتاليا بيريفيرزيفا - جنوب أفريقيا - تميرين جاردين - الولايات المتحدة - سيريا بوجوركيز                                                                                              |
| أفضل 16                           | - كوستاريكا - فابيانا غرانادوس - ألمانيا - نيل ليندا زوبليويتز - إيطاليا - جوليا كابواني - اليابان - ميغومي نودا - كوريا - سارة كيم - المكسيك - باولا أغيلار كونشا - بولندا - جوستينا راجزيك - اسكتلندا - سارة بندر |

## الروابط الخارجية
- موقع ملكة جمال الأرض الرسمي
- مؤسسة ملكة جمال الأرض
- مؤسسة ملكة جمال الأرض أطفال أحب كوكبي